# Оскар Рие
Оскар Рие (на немски: Oskar Rie) е австрийски педиатър и психолог (вкл. психоаналитик), приятел и личен лекар на Зигмунд Фройд и семейството му.

## Биография
Роден е на 8 декември 1863 година във Виена, Австро-Унгария, в семейството на Исидор Рие, търговец на скъпоценни камъни.
Учи медицина във Виена и завършва през 1887 година. В периода 1886 – 1896 е асистент на Фройд в Института Касовиц във Виена. През 1891 двамата публикуват монография, озаглавена „Клинично изследване на церебралната парализа на деца“. Рие се появява като Ото в известния сън „Инжекцията на Ирма“ на Фройд.
Рие става член на Психологическото общество на срядата, а на 7 октомври 1908 година е приет заедно с Шандор Ференци във Виенското психоаналитично общество.
Оскар Рие се омъжва за Мелани Бонди, сестра на Ида Флийс. Имат 3 деца – Норберт, Мариане и Маргарете. Най-малката Маргарете по-късно се омъжва за Херман Нунберг, а средната Мариане се омъжва за Ернст Крис. Племенницата му Ани Катан също се омъжва за психоаналитик. Мариане става известна и като психоаналитичка на Мерилин Монро и Диана Трилинг.
Умира на 17 септември 1931 година във Виена на 67-годишна възраст.